# Hong Kong Airlines

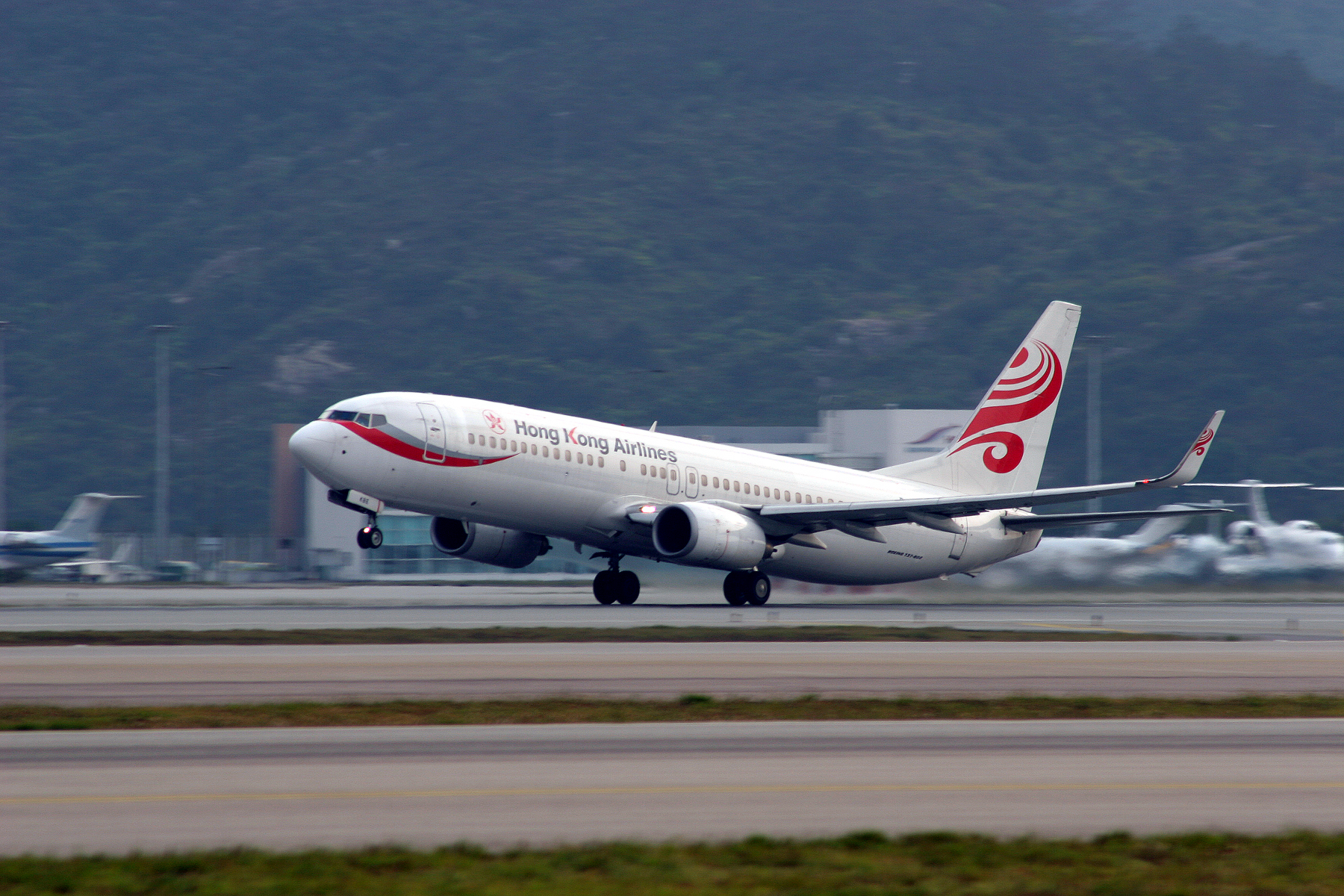
Hong Kong Airlines Boeing 737-800

Hong Kong Airlines Limited (fd CR Airways Ltd) är ett flygbolag baserat i Hongkong. Man flyger både regional och chartertrafik från Hongkongs internationella flygplats.

## Historia
Bolaget grundades som CR Airways Ltd 2001 och inledde sin verksamhet 5 juli 2003. Bolaget ägdes tidigare av Robert Yip Kwong (51 %) och Yu Ming Investeringar (4 %). I september 2006 köpte Mung Kin Keung alla 55 % från Robert Yip Kwong och Yu Ming Investeringar och blev det största aktieägaren i Hong Kong Airlines.

## Destinationer

### Asien

#### Östra Asien
- Kina
  - Changsha - Changsha Huanghua International Airport
  - Guilin - Guilin Liangjiang International Airport
  - Haikou - Haikou Meilan International Airport
  - Hongkong - Hongkongs internationella flygplats Hub
  - Kunming - Kunming Wujiaba International Airport
  - Xiamen - Xiamen Gaoqi International Airport

#### Sydvästra Asien
- Thailand
  - Phuket – Phuket International Airport
- Vietnam
  - Hanoi - Noi Bai International Airport

## Flotta
Hong Kong Airlines flotta i juli 2008:
| Flygplan        | Antal | Beställda | Passagerare                          | Noteringar  |
| --------------- | ----- | --------- | ------------------------------------ | ----------- |
| Airbus A320-200 | 1     | 16        | 158(C8/Y150)                         | Kortdistans |
| Airbus A330-200 | 12    | 20        | 283(C24/Y259) / 116(C116/Y0) / Cargo | Långdistans |
| Boeing 737-800  | 11    | 0         | 164 (C8/Y156) / Cargo                | Kortdistans |
| Boeing 787-8    |       | 10        |                                      | Långdistans |